# Кліноклаз

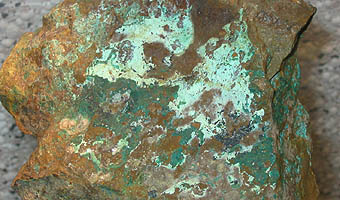
Кліноклаз

Кліноклаз (рос. клиноклаз; англ. clinoclase; нім. Klinoklas m, Abichit m, Strahlerz n) — мінерал, гідроксиларсенат міді острівної будови.

## Загальний опис
Хімічна формула: 4[Cu3(AsO4)(OH)3].
Містить (%): CuO — 62,65; As2O5 — 30,25; Н2О — 7,1.
Сингонія моноклінна.
Таблитчасті або видовжені кристали.
Спайність довершена.
Густина 4,4.
Твердість 2,5-3,5.
Колір зелений.
Блиск скляний.
Риска блакитно-зелена.
Зустрічається з іншими вторинними мінералами міді. Рідкісний.